# گلی (بازیکن فوتبال)
گلی (انگلیسی: Geli؛ زادهٔ ۱۵ فوریهٔ ۱۹۶۸) بازیکن فوتبال اهل اسپانیا است.
از باشگاه‌هایی که در آن بازی کرده‌است می‌توان به باشگاه فوتبال سلتاویگو، باشگاه فوتبال راسینگ سانتاندر، و باشگاه فوتبال رئال ساراگوسا اشاره کرد.